# Ussuri-Weißzahnspitzmaus
Die Ussuri-Weißzahnspitzmaus (Crocidura lasiura) ist eine Spitzmausart aus der Gattung der Weißzahnspitzmäuse (Crocidura). Sie kommt in der gemäßigten Zone Ostasiens vom Amur in Russland bis nach Korea und in die Volksrepublik China bis Shanghai vor.

## Merkmale
Mit einer Kopf-Rumpf-Länge von 6,8 bis 10,4 Zentimetern zählt die Ussuri-Weißzahnspitzmaus zu den größeren Spitzmausarten Eurasiens und ist von der Kopf-Rumpf-Länge die größte Art der Gattung. Der Schwanz erreicht dagegen eine Länge von nur 28 bis 47 Millimetern und ist damit mit maximal 45 % der Kopf-Rumpf-Länge proportional der kürzeste der Gattung. Der Hinterfuß weist eine Länge von 15 bis 23 Millimetern auf. Das Rückenfell ist schwarzbraun bis dunkelbraun und wird zu den Körperseiten graubraun; es besteht aus langen und dichten Haaren. Die Bauchseite ist eisengrau, der Schwanz ist dick und einfarbig dunkelbraun.
| 1 | · | 3 | · | 1 | · | 3 | = 28 |
| 1 | · | 1 | · | 1 | · | 3 | = 28 |

Der Schädel besitzt einen ausgeprägten Stirnkamm und hat eine Basislänge von 21,5 bis 25 Millimetern. Wie alle Arten der Gattung besitzt die Art im Oberkiefer pro Hälfte einen Schneidezahn (Incisivus) und danach drei einspitzige Zähne, einen Prämolaren und drei Molaren. Im Unterkiefer besitzt sie dagegen einen einzelnen Eckzahn (Caninus) hinter dem Schneidezahn. Insgesamt verfügen die Tiere damit über ein Gebiss aus 28 Zähnen. Die Zahnwurzeln sind wie bei allen Weißzahnspitzmäusen im Gegensatz zu denen der Rotzahnspitzmäuse nicht pigmentiert.
Das Genom der Ussuri-Weißzahnspitzmaus besteht aus einem diploide Chromosomensatz mit 2n=40 (FN=56).

## Verbreitung

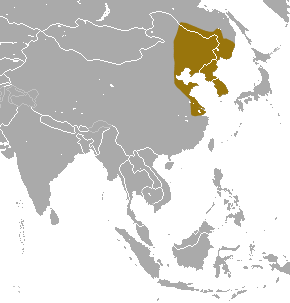
Verbreitungsgebiet (braunoliv) von der Ussuri-Weißzahnspitzmaus nach Angaben der IUCN

Die Ussuri-Weißzahnspitzmaus kommt in der gemäßigten Zone Ostasiens vom Amur in Russland bis nach Korea und in die Volksrepublik China bis Shanghai vor. In China umfasst das Verbreitungsgebiet Teile der Provinzen Heilongjiang, Nei Mongol und Jilin im Norden sowie Sichuan, Jiangsu und Shanghai.

## Lebensweise
Die Ussuri-Weißzahnspitzmaus kommt in zahlreichen Lebensräumen vor und lebt vor allem in Laubwaldbeständen, Waldsee-Gebieten und Sümpfen sowie trockeneren Weiden und Dickichten entlang von Flüssen und an Seen. Sie kann jedoch auch in landwirtschaftlich genutzten Flächen und anderen menschlich beeinflussten Habitaten vorkommen. Wie alle Spitzmäuse ernährt sich auch diese Art von wirbellosen Tieren, vor allem Insekten und Würmern, jedoch auch von kleineren Wirbeltieren.
Die Fortpflanzungszeit reicht vom Mai bis Oktober. Die Weibchen haben bis zu drei Würfe pro Jahr mit jeweils sechs bis acht Jungtieren, teilweise auch bis zu zehn, wobei die frühen Jungtiere bereits im ersten Jahr geschlechtsreif sind und Nachwuchs haben können. Die Lebensdauer liegt bei etwa 15 bis 16 Monaten.

## Systematik
Crocidura lasiura wird als eigenständige Art innerhalb der Gattung der Weißzahnspitzmäuse (Crocidura) eingeordnet, die aus etwa 170 Arten besteht. Die wissenschaftliche Erstbeschreibung stammt von George Edward Dobson aus dem Jahr 1890, der ein Individuum vom Ussuri aus der Mandschurei im Norden der Volksrepublik China beschrieb.
Innerhalb der Art werden heute neben der Nominatform Crocidura lasiura lasiura keine weiteren Unterarten unterschieden. Hoffmann und Lunde klassifizieren allerdings die Individuen aus den südlicheren chinesischen Provinzen Sichuan, Jiangsu und Shanghai als Crocidura lasiura campuslincolnensis Sowerby, 1945.

## Bedrohung und Schutz
Die Ussuri-Weißzahnspitzmaus wird von der International Union for Conservation of Nature and Natural Resources (IUCN) aufgrund des großen Verbreitungsgebietes und der nicht vorhandenen Bestandsgefährdung als nicht gefährdet (least concern) eingeordnet.

## Belege
1. 1 2 3 4 5 6  Robert S. Hoffmann, Darrin Lunde: Ussuri White-Toothed Shrew. In: Andrew T. Smith, Yan Xie: A Guide to the Mammals of China. Princeton University Press, Princeton NJ 2008, ISBN 978-0-691-09984-2, S. 300.
2. 1 2 3 4  Crocidura lasiura (Memento vom 3. Februar 2014 im Internet Archive). In: Don E. Wilson, DeeAnn M. Reeder (Hrsg.): Mammal Species of the World. A taxonomic and geographic Reference. 2 Bände. 3. Auflage. Johns Hopkins University Press, Baltimore MD 2005, ISBN 0-8018-8221-4.
3. 1 2 3 4 5  Crocidura lasiura in der Roten Liste gefährdeter Arten der IUCN 2013.2. Eingestellt von: K. Tsytsulina, 2008. Abgerufen am 19. Januar 2014.